# Magadi
Magadi is een dorp in het district Ramanagara van de Indiase staat Karnataka. 

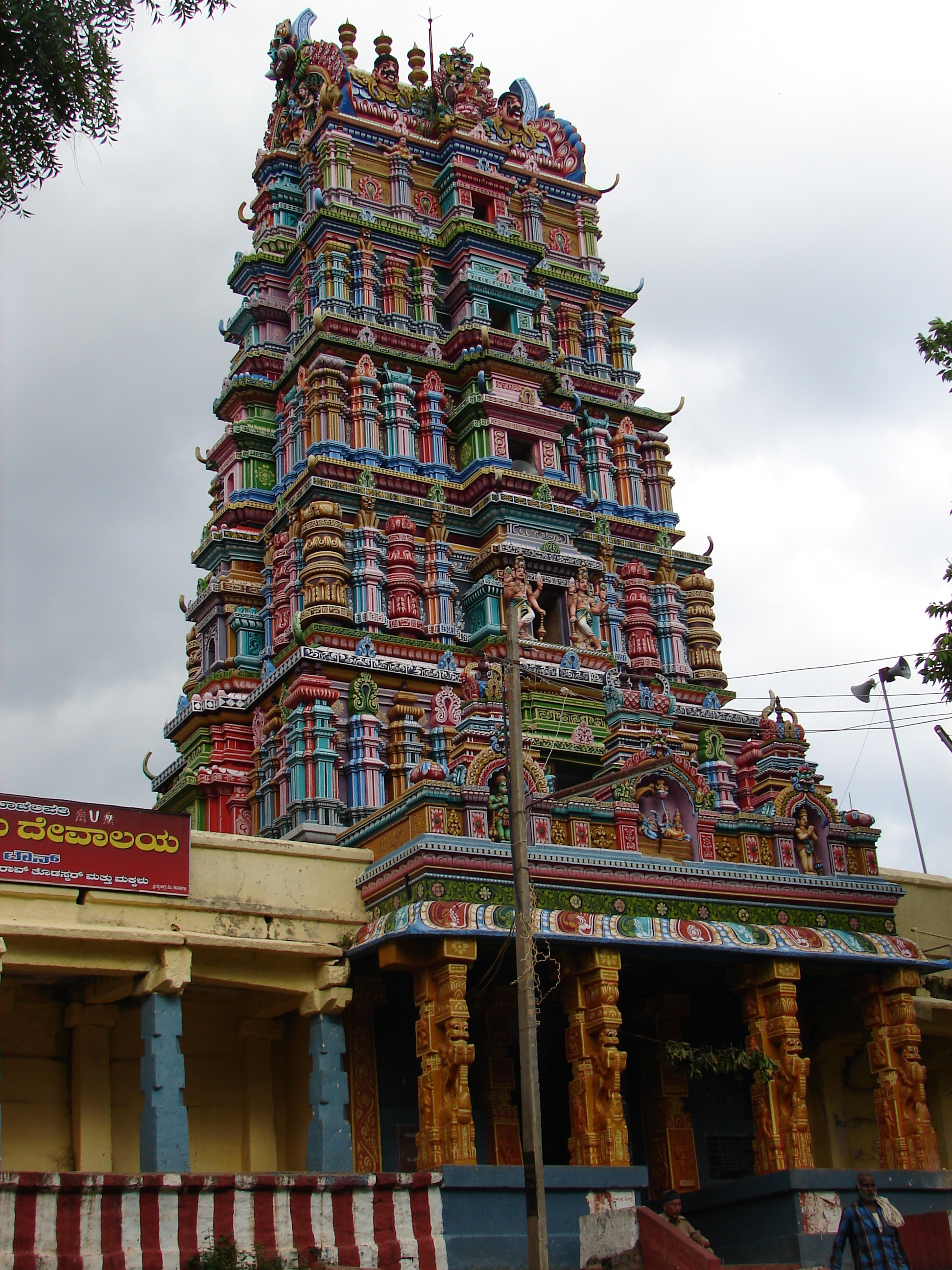
Swamitempel in Magadi
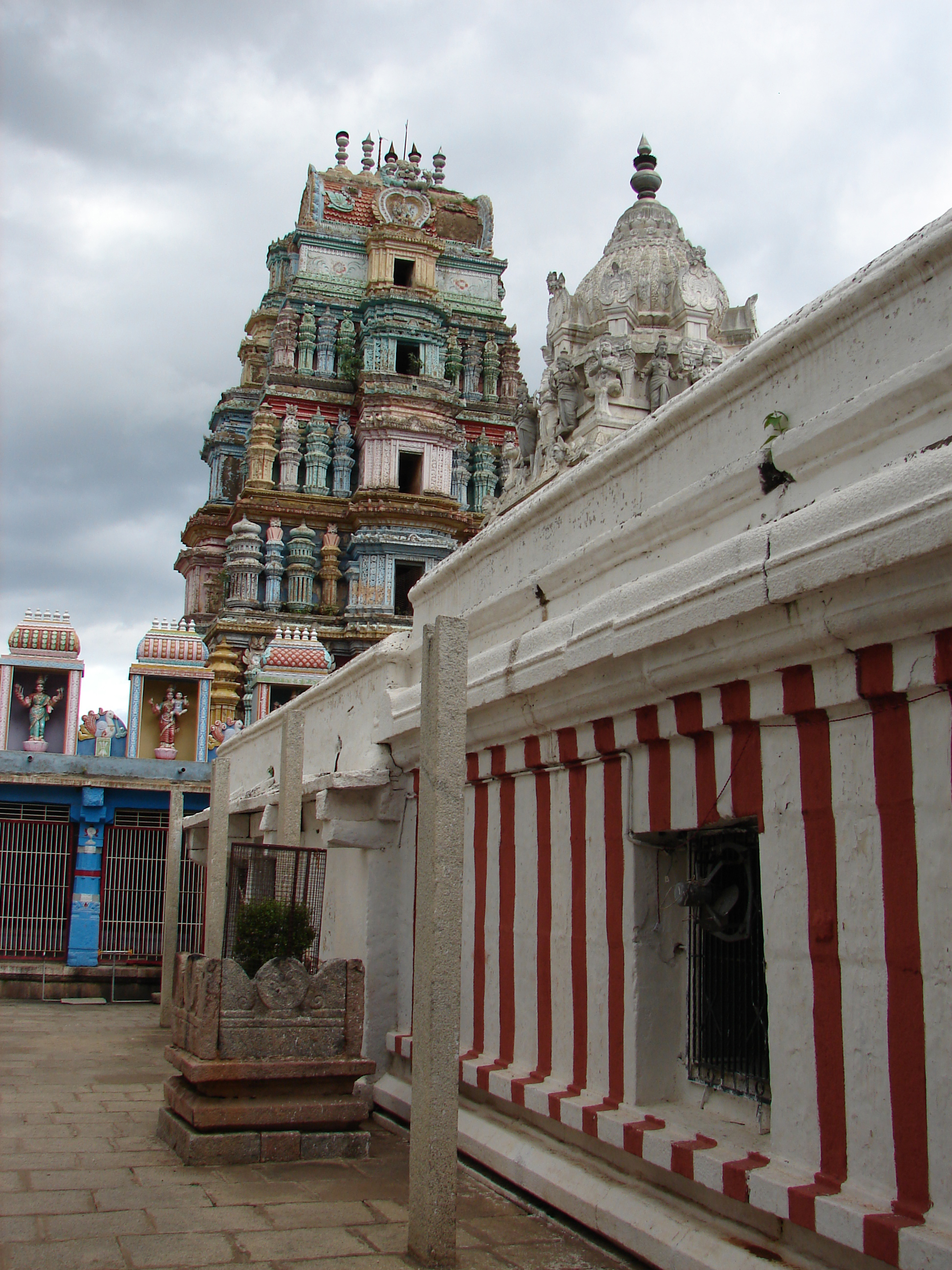
Achterzijde van de Swamitempel

## Demografie
Volgens de Indiase volkstelling van 2001 wonen er 25.000 mensen in Magadi, waarvan 51% mannelijk en 49% vrouwelijk is. De plaats heeft een alfabetiseringsgraad van 67%. 